# Resolutie 159 Veiligheidsraad Verenigde Naties
Resolutie 159 van de Veiligheidsraad van de Verenigde Naties was de tweede resolutie die unaniem werd aangenomen door de Veiligheidsraad van de Verenigde Naties op 28 september 1960.

## Inhoud
De Veiligheidsraad had de aanvraag (voor VN-lidmaatschap) van de Republiek Mali bestudeerd, en beval de Algemene Vergadering aan om Mali het VN-lidmaatschap toe te kennen.

## Verwante resoluties
- Resolutie 139 Veiligheidsraad Verenigde Naties (Mali-Federatie van Mali en Senegal)

Lijst ·  133 ·  134 ·  135 ·  136 ·  137 ·  138 ·  139 ·  140 ·  141 ·  142 ·  143 ·  144 ·  145 ·  146 ·  147 ·  148 ·  149 ·  150 ·  151 ·  152 ·  153 ·  154 ·  155 ·  156 ·  157 ·  158 ·  159 ·  160